# Качканарський міський округ
Качкана́рський міський округ (рос. Качканарский городской округ) — адміністративна одиниця Свердловської області Російської Федерації.
Адміністративний центр — місто Качканар.

## Населення
Населення міського округу становить 41197 осіб (2018; 43679 у 2010, 46905 у 2002).

## Склад
До складу міського округу входять 3 населених пункти:
| Населений пункт       | Населення, осіб (2002) | Населення, осіб (2010) |
| --------------------- | ---------------------- | ---------------------- |
| Валеріановськ, селище | 2188                   | 2198                   |
| Іменновський, селище  | 53                     | 55                     |
| Качканар, місто       | 44664                  | 41426                  |